# Coumba Gawlo
Coumba Gawlo, właśc. Coumba Gawlo Seck (ur. 1972 w Tivaouane) – senegalska piosenkarka i działaczka społeczna.
Śpiewa po francusku oraz w języku wolof. Od dzieciństwa towarzyszyła w występach swojej matce, piosenkarce Fatou Kiné Mbaye. W wieku czternastu lat została nominowana do krajowej nagrody muzycznej za wykonanie utworu Soweto, który był protestem wobec polityki apartheidu.
Międzynarodowy rozgłos osiągnęła dzięki piosence Pata Pata z płyty Yomalé (1998): nowej wersji utworu Miriam Makeby, której producentem był Patrick Bruel. Singiel zyskał popularność w Europie i osiągnął status platynowej płyty we Francji. W 2001 roku została wyróżniona nagrodą Kora w kategoriach najlepsza artystka afrykańska oraz najlepsza artystka z Afryki Zachodniej.
Od lat angażuje się w działania charytatywne. W 1994 roku założyła fundację charytatywną Lumière pour l'enfance Coumba Gawlo, która wspierała m.in. rozwój dzieci. Pełniła funkcję ambasadora dobrej woli Programu Rozwoju Organizacji Narodów Zjednoczonych (2006) oraz Biura Narodów Zjednoczonych ds. Narkotyków i Przestępczości UNODC (2016). W 2010 roku zorganizowała koncert charytatywny z udziałem popularnych wykonawców afrykańskich, którego celem było wsparcie Haiti po trzęsieniu ziemi. Zainicjowała także powstanie piosenki wspierającej projekt, w nagraniu której wzięli udział m.in. Oumou Sangaré, Papa Wemba, Youssou N’Dour czy Alpha Blondy. W 2017 roku zaśpiewała podczas ceremonii otwarcia VIII Igrzysk Frankofońskich, które odbyły się w Abidżanie. Tego samego roku zaczęła także sprawować funkcję ambasadora dobrej woli organizacji World Vision: jej rolą było wsparcie rozwoju edukacji dzieci, a w szczególności dziewczynek, w Senegalu.